# Dofí de flancs blancs del Pacífic
El dofí de flancs blancs del Pacífic (Lagenorhynchus obliquidens) és un dofí molt actiu que viu a les aigües fredes-temperades de l'oceà Pacífic nord. El dofí de flancs blancs del Pacífic fou anomenat per Theodore Nicholas Gill el 1865. Morfològicament és extremament similar al dofí fosc, que viu a la part meridional del Pacífic. Alguns investigadors han suggerit que formen una única espècie. Recerca genètica recent de Frank Cipriano refusa aquesta hipòtesi i suggereix que les dues espècies divergiren fa uns dos milions d'anys.